# Guestia (fjäril)
Guestia är ett släkte av fjärilar. Guestia ingår i familjen praktmalar, Oecophoridae.

## Dottertaxa tillGuestia, i alfabetisk ordning[1]
| Guestia asphaltis |
| Guestia uniformis |